# Коголо (Верона)
Коголо је насеље у Италији у округу Верона, региону Венето.
Према процени из 2011. у насељу је живело 583 становника. Насеље се налази на надморској висини од 408 м.